# Le Tichodrome
Le Tichodrome est une association française de protection de la faune sauvage créée en 2005 et basée dans la commune française du Gua, en Isère, dans la région Auvergne-Rhône-Alpes.
Le Tichodrome fait partie du réseau national de l'Union française des centres de sauvegarde de la faune sauvage (UFCS).
Il s'agit de l'un des cinquante centres situés en France.

## Localisation

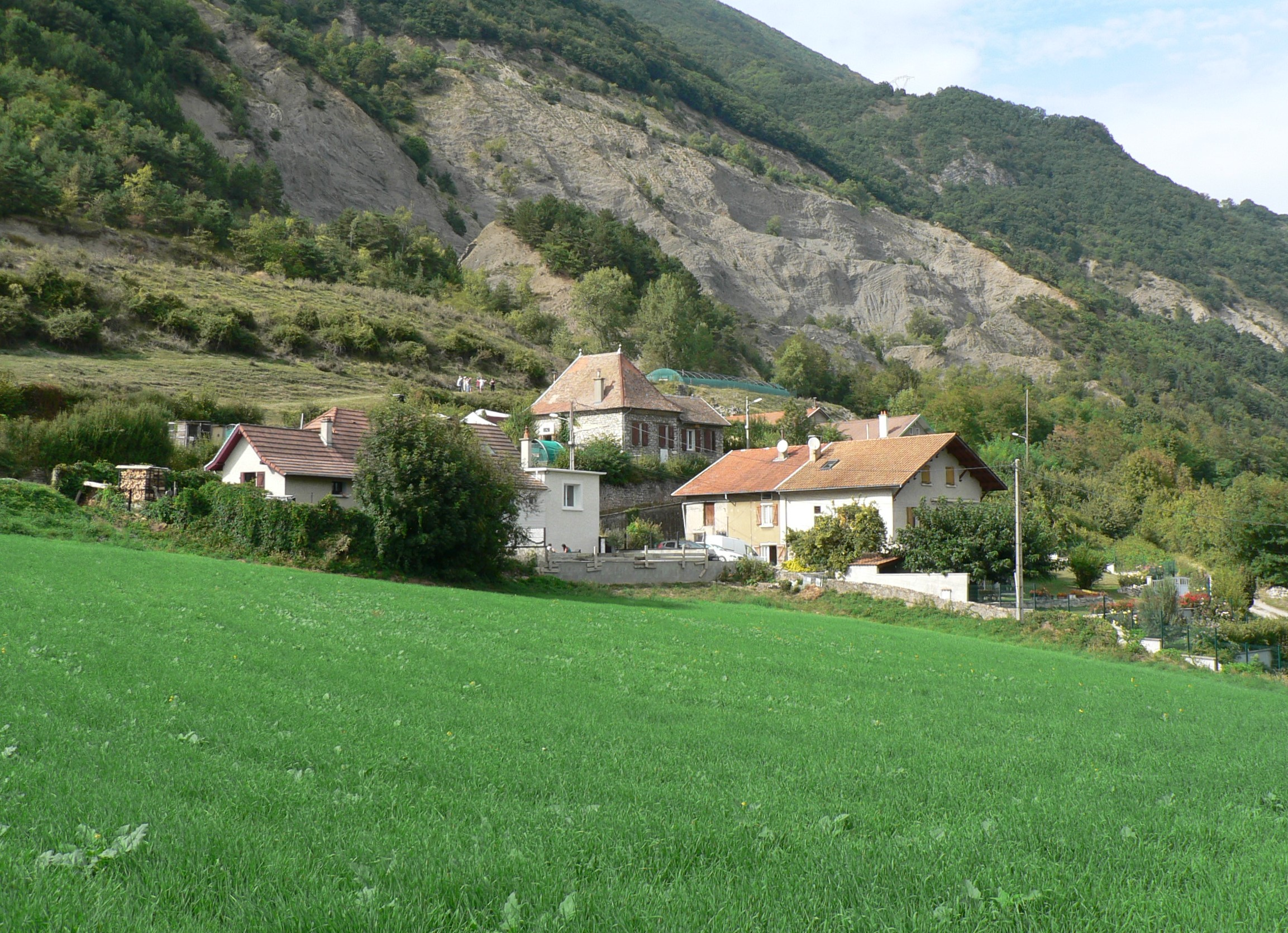
Le Tichodrome et les anciennes carrières sur le fond.

Le Tichodrome se situe dans la région de la basse vallée de la Gresse, dans la commune du Gua, à environ 20 km au sud de Grenoble. Le centre de sauvegarde se trouve sur les contreforts orientaux de la montagne d'Uriol, au niveau des anciennes carrières de Champrond exploitées au XIXe siècle par les cimentiers de la région.

## Historique
L'association Le Tichodrome, qui tient son nom du tichodrome échelette, a été fondé en 2005 par un groupe de naturalistes dans le but d'ouvrir un nouveau centre de sauvegarde de la faune sauvage en Isère.
Une fois trouvés des financements et des partenariats, le projet pour le lieu d'accueil et un réseau de bénévoles, l'association parvient à créer son centre. Notamment, soutiennent le projet des partenaires privés, les communes de la région, la ville de Grenoble,
Grenoble-Alpes Métropole et le Conseil Départemental de l'Isère. Le partenariat avec la compagnie Vicat permet l'installation du centre au Gua : une convention de mécénat est signée en décembre 2010,
En 2011, une infirmerie est créée et une première volière de rééducation est bâtie. D'autres seront ouvertes dans les années suivantes. La première année, seulement trente espèces sont accueillies et soignées, 160 animaux environ au total.
En 2018, l'association, au maximum de son activité et de ses capacités d'accueil, souhaite l'ouverture d'une autre structure équivalente dans le département voisin de la Savoie,. Le nouveau centre Tétras libre ouvre en mai 2020 à Montagnole ; il est géré par l'association du même nom constituée en 2015.
À cause du réchauffement climatique, le nombre d'animaux en danger ou en détresse progresse d'année en année ; c'est le cas, par exemple, de certains oiseaux migrateurs, très sensibles aux canicules. Durant l'été 2022, le centre a accueilli 150 exemplaires de martinets noirs, cinq fois plus que les années précédentes. Le centre est également considéré parmi les principaux centres de soins en France pour les hérissons malades ou blessés,
En 2023, Le Thicodrome déclare accueillir environ 1 900 animaux sauvages d'une centaine d'espèces différentes par an, L'association accueille plus d'une vingtaine de bénévoles, qui forment aux soins et au transport des animaux, recrutés via la plateforme de la réserve civique jeveuxaider.gouv.fr.

## Activités
Le projet et les activités de l'association sont basés autour d'un centre de sauvegarde de la faune sauvage, dont le but est la réhabilitation d'animaux blessés ou en détresse dans leur milieu naturel, en provenance de l'Isère et des autres départements.
Le Tichodrome récupère notamment les animaux de Savoie et de Haute-Savoie lorsque le centre savoyard n'est pas disponible.
Parmi les espèces prises en charge par le centre, on compte des espèces vulnérables et des espèces protégées.
Dès 2012, le centre s'engage dans la campagne de sauvetage du Busard cendré et, à partir du printemps de 2014, il collabore au programme d'épidémiosurveillance et de recherches sur la rage des Chiroptères.
Il est partenaire du parc national de la Vanoise avec qui il collabore, par exemple en accueillant des rapaces blessés, tels que l'Aigle royal sauvé en 2016 et puis relâché en Haute-Guisane, ou celui sauvé en 2020 à Sainte-Foy-Tarentaise,
En 2019, le Tichodrome participe au projet inter-cantonales et transfrontalier avec le centre de soins Rita Roux de Fribourg et le Centre ornithologique de réadaptation de Genève, en Suisse, pour prendre en charge un Vautour fauve et organiser sa relâche dans le parc naturel régional du Vercors.
L'association s'occupe également d'exemplaires blessés de Grand-duc d'Europe dont la population est surveillée par le réseau LPO Grand-duc Isère.
Il fournit aussi des cadavres pour la recherche et la collection de spécimens au Muséum national d'histoire naturelle de Paris.
Parmi ses activités figure la formation à la destination de professionnels, vétérinaires ou sapeurs-pompiers,
Dans le cadre des Journées du Patrimoine le centre ouvre ses portes au public. Les membres de l'association se déplacent parfois pour des séances hors centre, par exemple à l'occasion de la Fête de la nature, ou en d'autres occasions au parc national des Écrins ou d'autres parcs. Ils font de la vulgarisation scientifique, par exemple avec la mise en garde sur la saison de reproduction des écureuils, une période sensible pour cette espèce, sur les bons gestes à adopter face à un animal sauvage blessé, sur la prédation des chats domestiques ou encore sur l'impact des plombs et des accidents de chasse sur l'environnement et la faune.
L'association s'est constitué partie civile et a porté plainte dans des cas de cruauté envers les animaux, dans un cas de piège illégal dont un renard a été victime, ou encore dans le cas d'un tir illégal à un aigle royal,

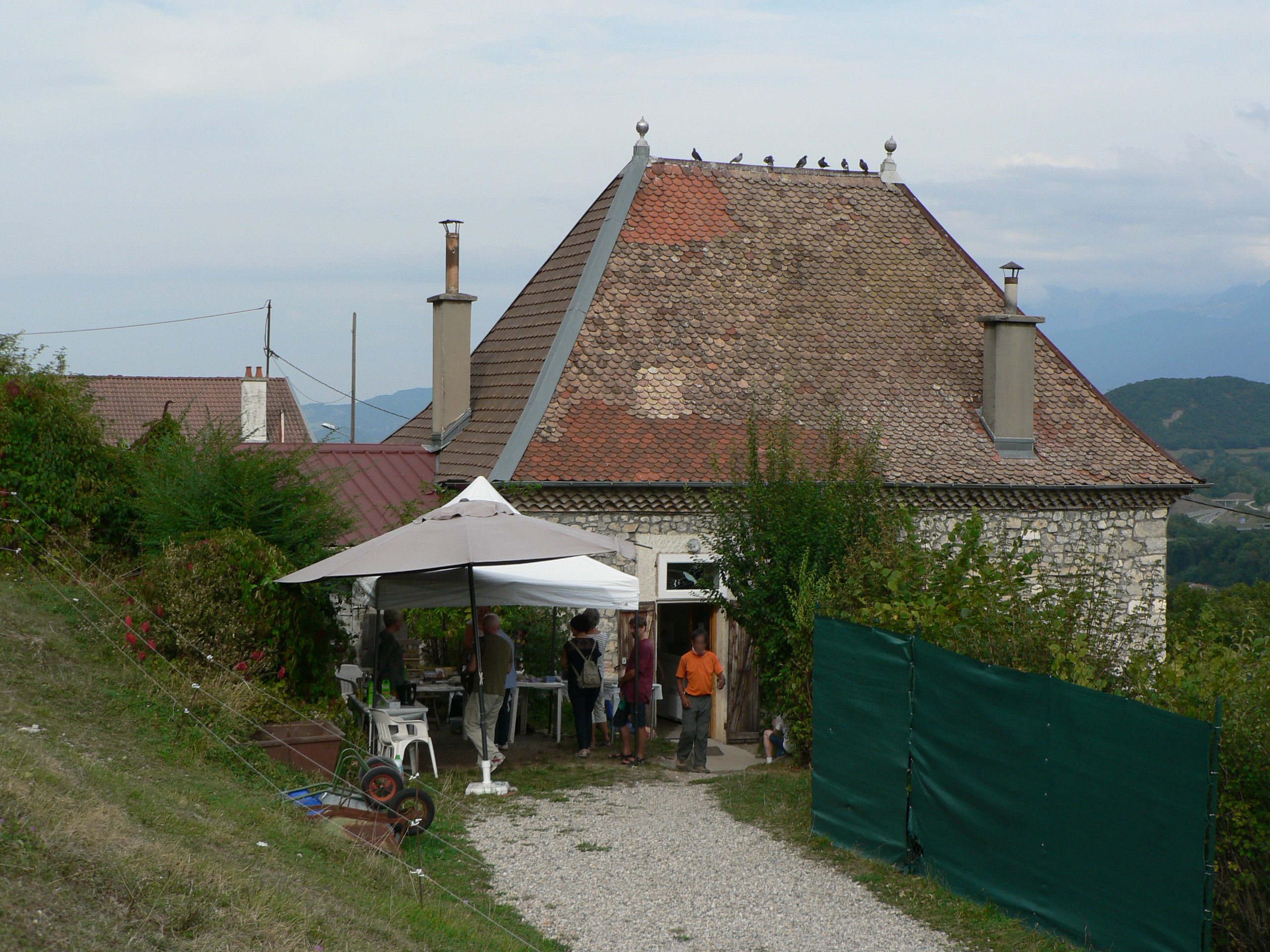
Le barnum pour l'accueil du public et la vente de gadgets, photos et publications, mis en place pour les Journées du Patrimoine.
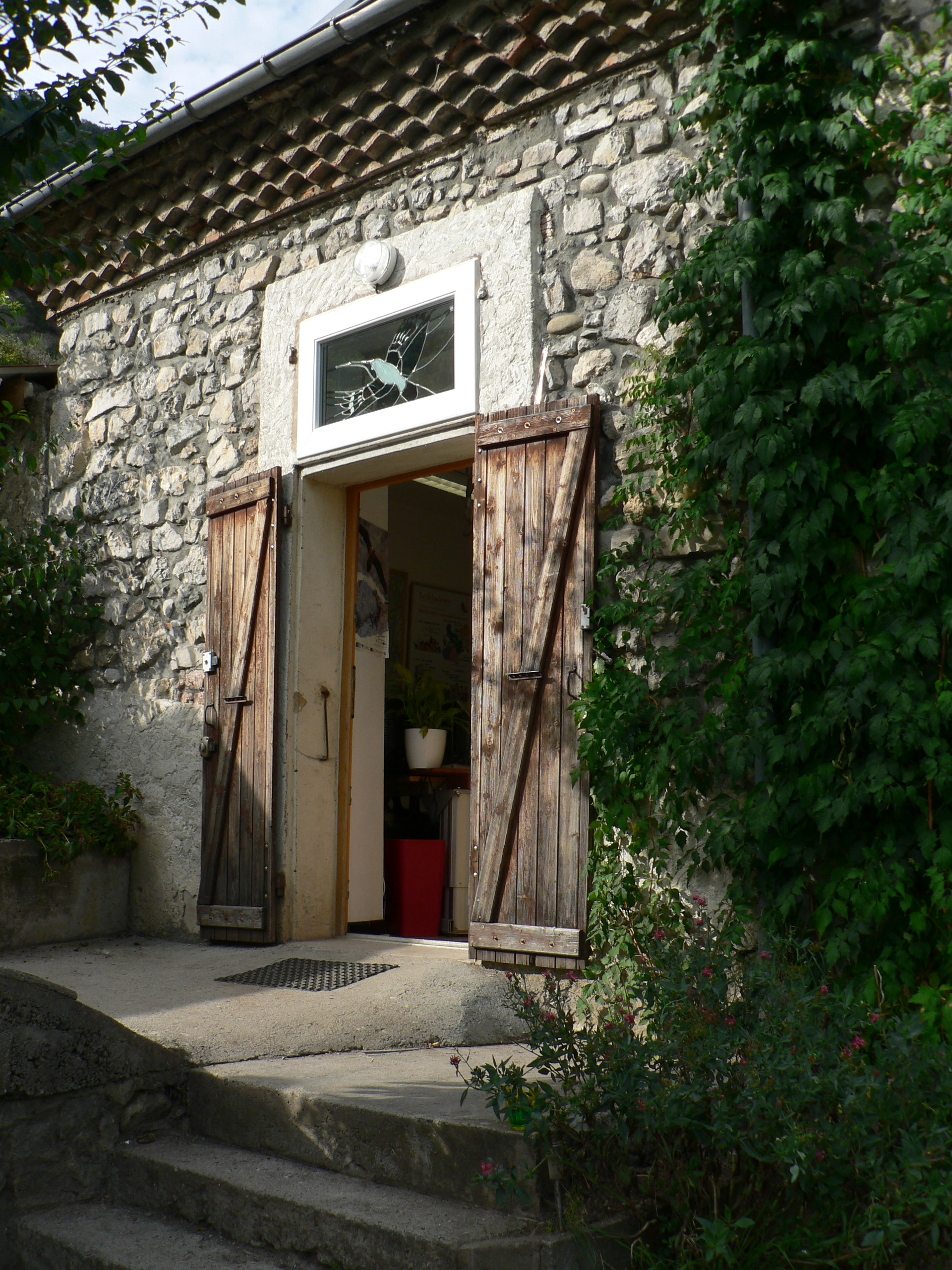
L'entrée.
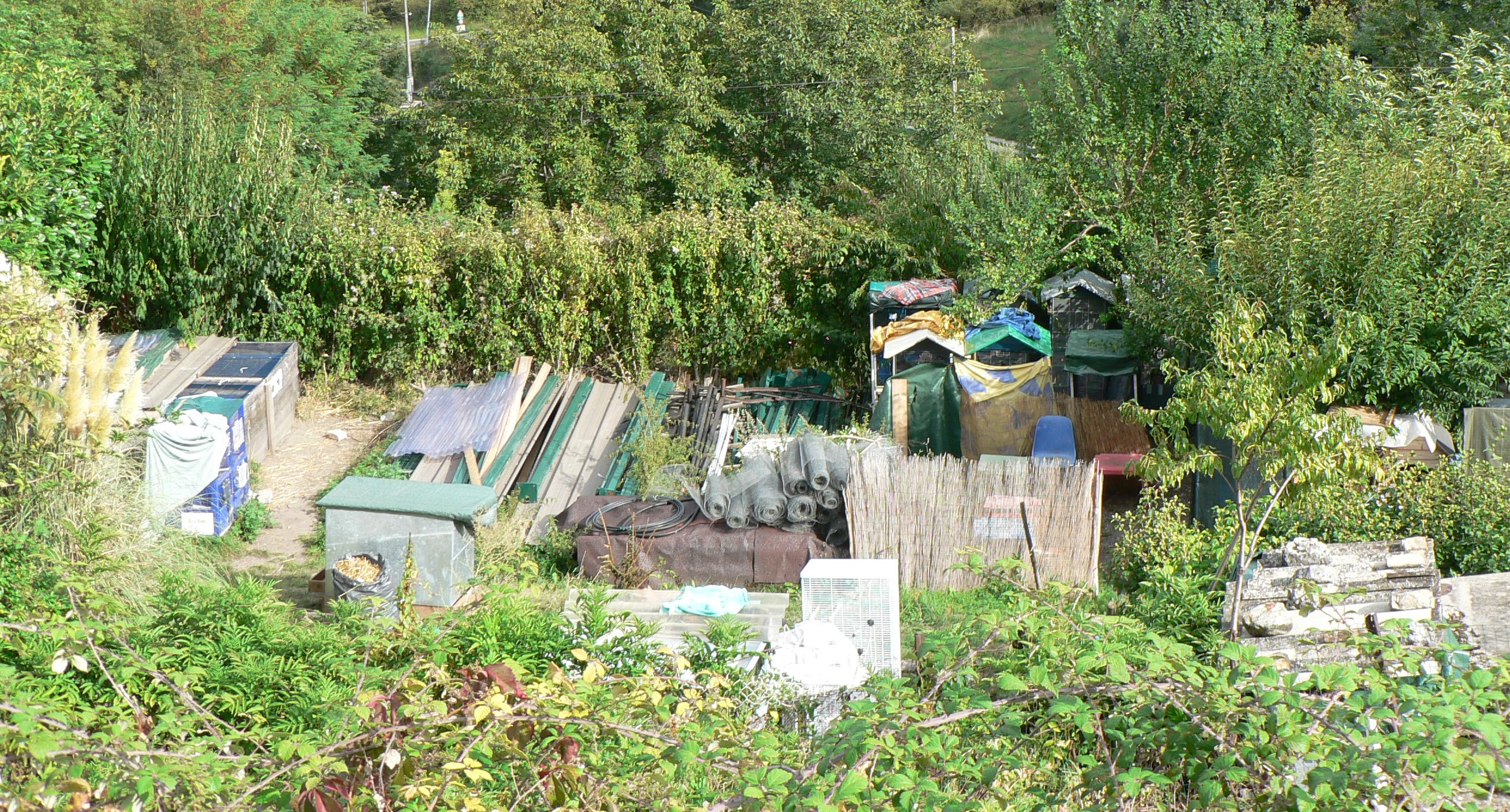
Les petites cages et volières, à l’abri du bruit et des regards.
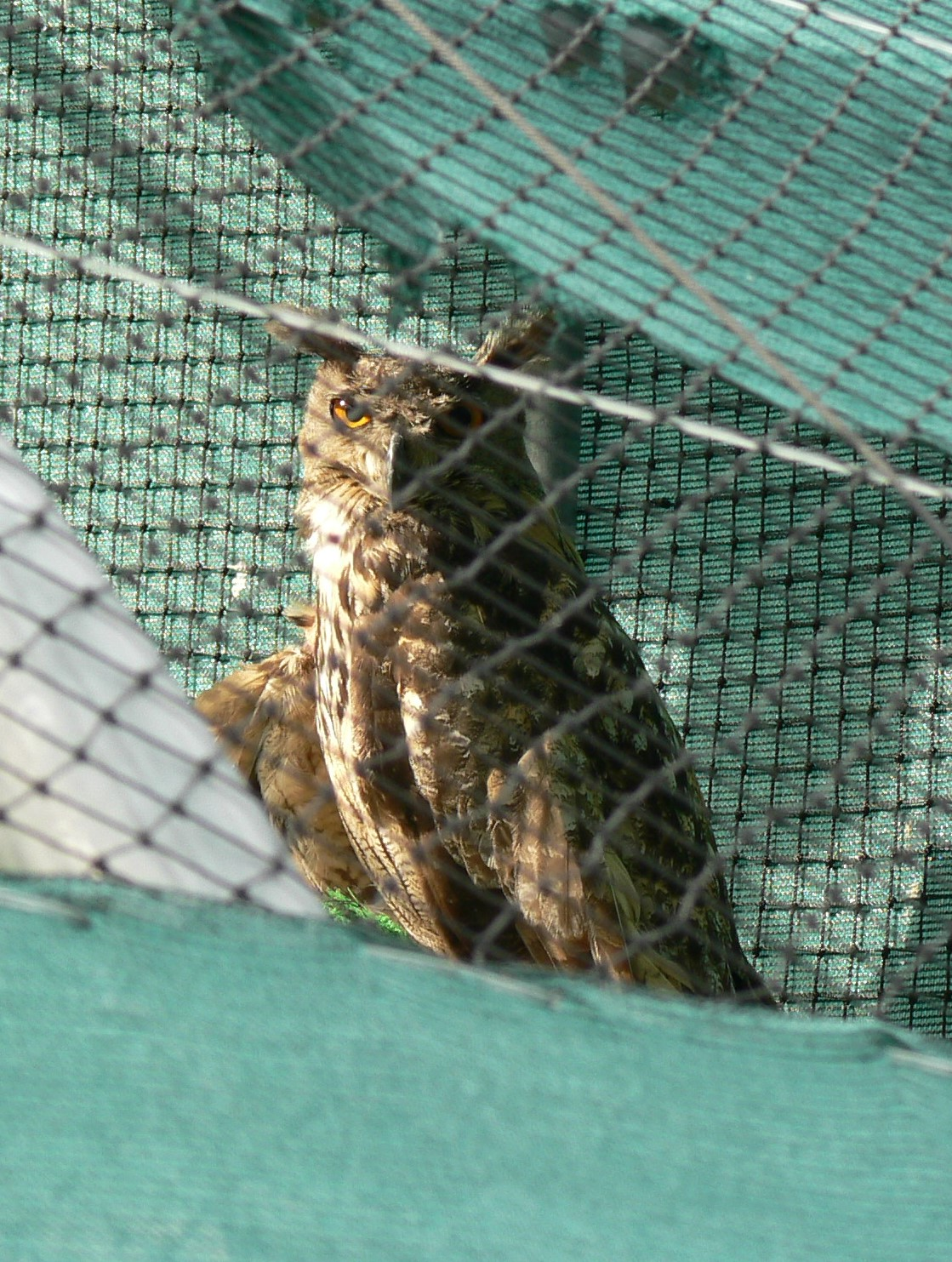
Un hibou grand-duc blessé en réhabilitation.
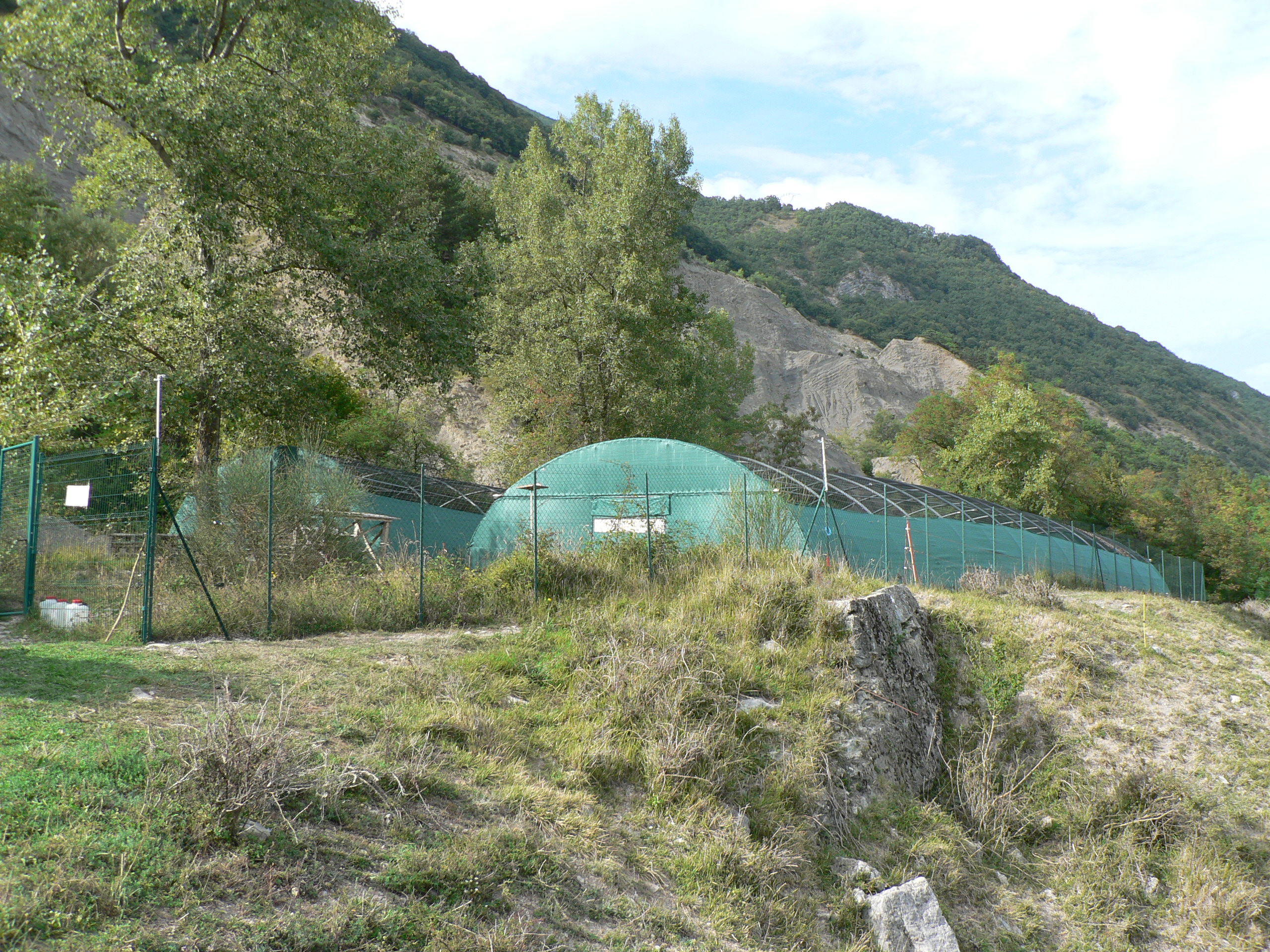
Grandes volières pour la réhabilitation.
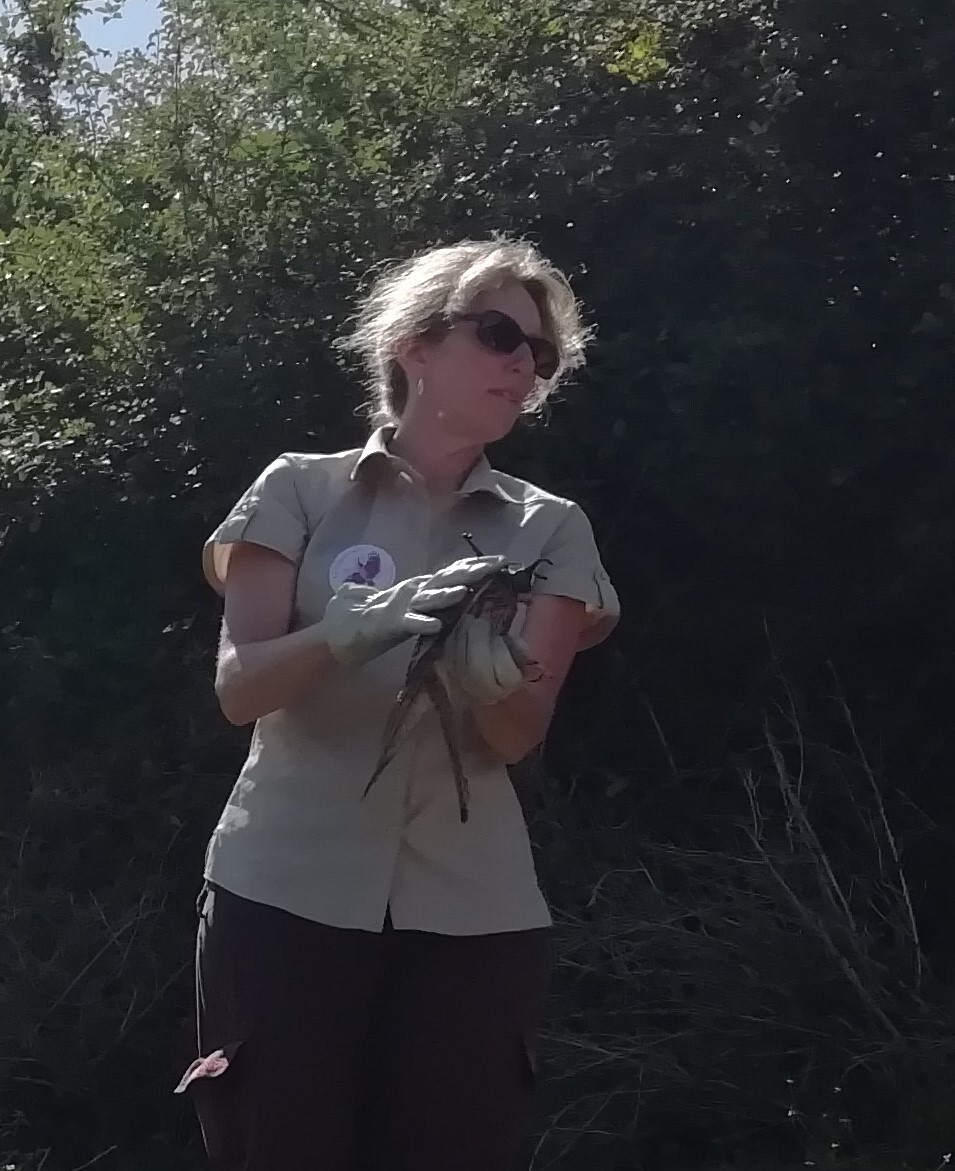
Un moment du relâcher public des faucons crécerelles.
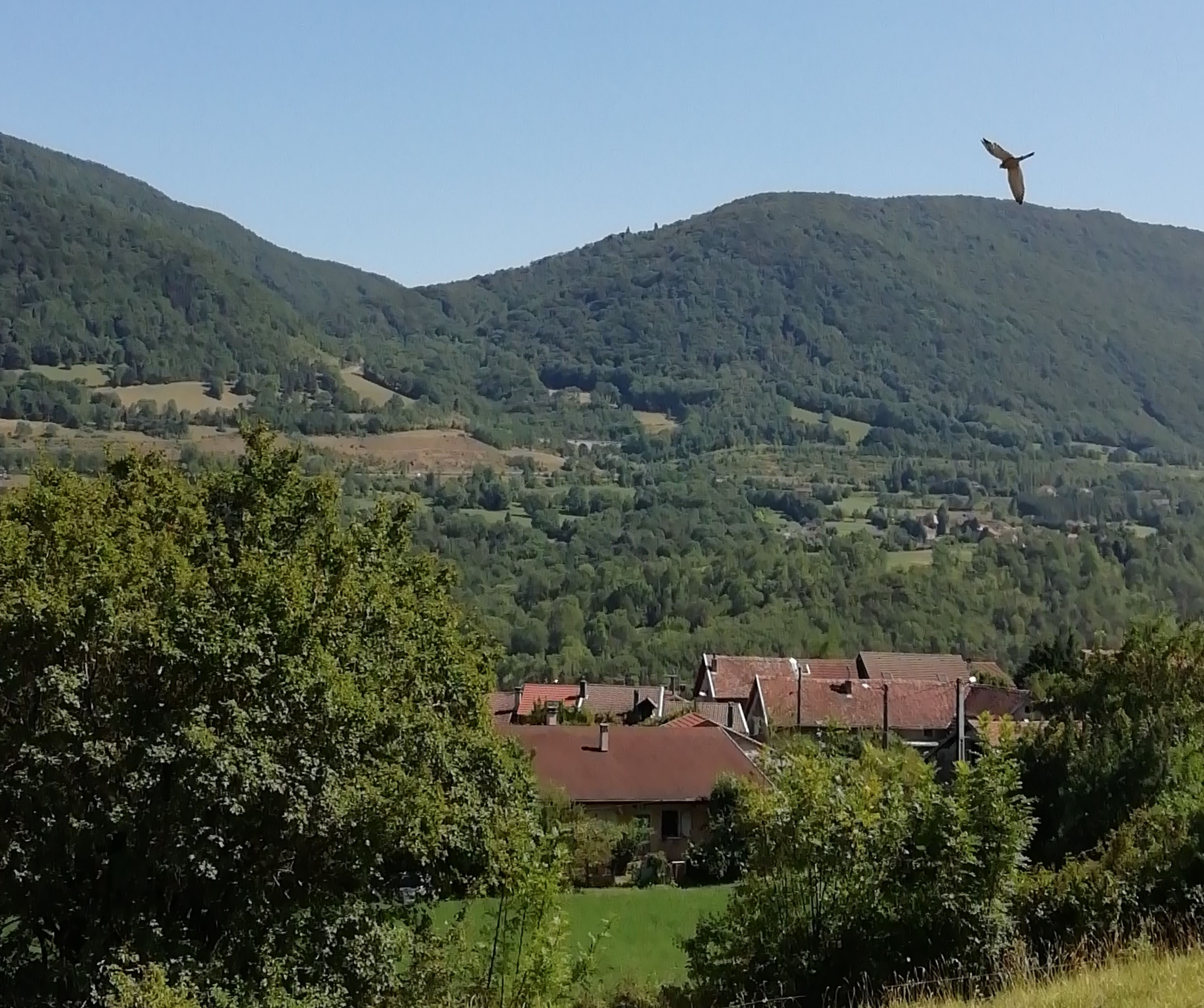
Faucon crécerelle à nouveau libre et en santé.